# 奧利希夫卡 (切爾尼戈夫州)
51°13′17″N 31°19′58″E / 51.22139°N 31.33278°E
奧利希夫卡（羅馬化：Olyshivka）是烏克蘭北部切爾尼戈夫州切爾尼戈夫區奥利希夫卡市镇内的鎮及其行政中心。始建於1617年，面積4.05平方公里，海拔高度146米，2001年人口2,389，人口密度每平方公里589.88人。